# Nimrod (album)
Nimrod je peti studijski album američkog punk rock sastava Green Day. Objavljen je 14. listopada 1997. za diskografsku kuću Reprise Records.